# Maachan no Nikkichou
O Diário de Ma-chan (マアチャンの日記帳, Maachan no Nikkichou) é um mangá do autor Osamu Tezuka lançado em 1946. Este foi o primeiro trabalho de Tezuka e foi publicado originalmente no jornal Shokokumin Shimbun de Osaka.

## História
O Diário de Ma-Chan é uma coleção de tiras em 4 quadrinhos que conta as aventuras de um pequeno garoto em idade pré-escolar chamado Ma-chan. A série é composta de 73 tiras ao todo.

## Personagens
- Ma-chan:  Um garoto travesso em idade pré-escolar que vive na época do final da Segunda Guerra Mundial
- Ton-chan:  amigo de Ma-chan.
- Garoto em idade universitária:
- Pai:  pai de Ma-chan.
- Mãe:  mãe de Ma-chan.
- Professor:  professor de Ma-chan.

## Primeiro trabalho de Tezuka
O Diário de Ma-chan é bastante importante porque foi o primeiro trabalho profissional de Osamu Tezuka a ser publicado. Quando Tezuka desenhou a série em 1946 ele tinha apenas 17 anos de idade. Embora os desenhos fossem pouco rebuscados se comparados a seus trabalhos posteriores, muitos elementos característicos de seu traço se tornaram visíveis pela primeira vez nesta tira.